# Notiomaso
Notiomaso es un género de arañas araneomorfas de la familia Linyphiidae. Se encuentra en Sudamérica.

## Lista de especies
Según The World Spider Catalog 12.0:
- Notiomaso australis Banks, 1914
- Notiomaso barbatus (Tullgren, 1901)
- Notiomaso exonychus Miller, 2007
- Notiomaso flavus Tambs-Lyche, 1954
- Notiomaso grytvikensis (Tambs-Lyche, 1954)
- Notiomaso striatus (Usher, 1983)